# Parafia Przemienienia Pańskiego we Wrzosowie
Parafia pw. Przemienienia Pańskiego we Wrzosowie – parafia należąca do dekanatu Gościno, diecezji koszalińsko-kołobrzeskiej, metropolii szczecińsko-kamieńskiej. Została utworzona w 1973 roku. Siedziba parafii mieści się pod numerem 27a.

## Miejsca kultu

### Kościół parafialny
Kościół pw. Przemienienia Pańskiego we Wrzosowie – świątynia została zbudowana w XIII wieku, poświęcona w 1987.

### Kościoły filialne i kaplice
- Kościół pw. św. Andrzeja Apostoła w Kłopotowie
- Punkt odprawiania Mszy św. we Włościborzu